# Ciperacee
Ciperaceele (Cyperaceae) sunt o familie de plante cu flori monocotiledonate graminoide cunoscute generic sub numele de rogoz, care se aseamănă cu ierburile superficiale sau cu papura. Familia respectivă este mare, cu cca. 5,500 de specii descrise în aproximativ 109 de genuri, cel mai mare fiind genul Carex de „rogozuri adevărate”, cu peste 2,000 de specii.
Ciperaceele sunt distribuite pe o scară largă, cu centrele de diversitate aflate în Asia și America de Sud, ambele tropicale. În timp ce rogozul obișnuit poate fi găsit în creștere în aproape toate mediile, atât în zonele umede, cât și în cele solurile sărace. Comunitățile ecologice dominate de rogozuri sunt cunoscute sub numele de „rogozării”

## Genuri dominante

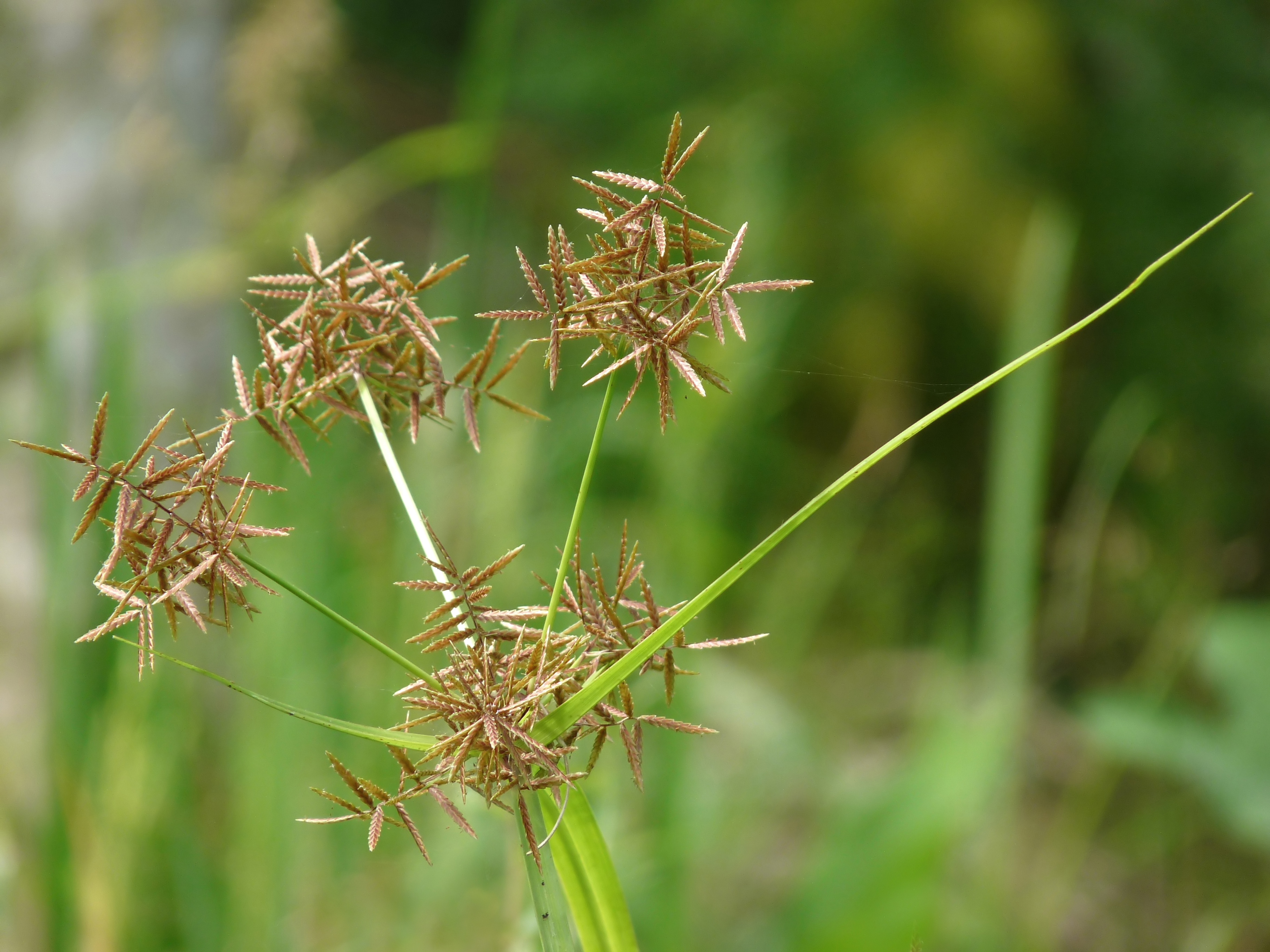
Cyperus rotundus, Kerala

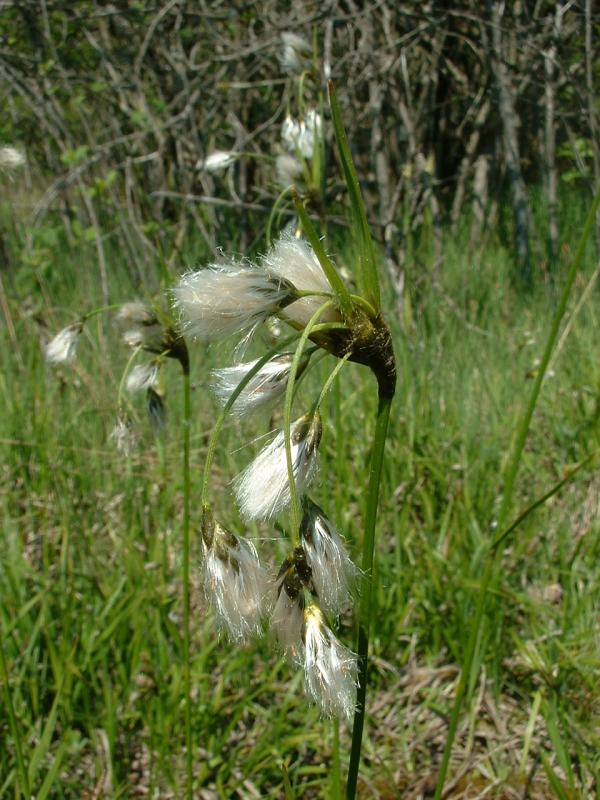
Iarbă bumbac, Eriophorum latifolium

- Abildgaardia
- Actinoscirpus
- Actinoschoenus
- Afrotrilepis
- Alinula
- Amphiscirpus
- Androtrichum
- Arthrostylis
- Ascolepis
- Becquerelia
- Baumea
- Blysmus
- Bolboschoenus
- Bulbostylis
- Carex
- Cladium
- Coleochloa
- Cymophyllus
- Cyperus
- Desmoschoenus
- Dulichium
- Eleocharis
- Eleogiton
- Elyna
- Eriophorum
- Ficinia
- Fimbristylis
- Fuirena
- Gahnia
- Hypolytrum
- Isolepis
- Kobresia
- Kyllinga
- Lagenocarpus
- Lepidosperma
- Lepironia
- Lipocarpha
- Machaerina
- Mapania
- Mariscus
- Mesomelaena
- Morelotia
- Oreobolus
- Oxycaryum
- Pycreus
- Remirea
- Rhynchospora
- Schoenoplectus
- Schoenus
- Scirpodendron
- Scirpoides
- Scirpus
- Scleria
- Trichophorum
- Uncinia
- Websteria